# Centre sportif olympique de voile de Tallinn
Le Centre sportif olympique de voile de Tallinn (en estonien : Tallinna Olümpiapurjespordikeskus, surnommé le TOP et également connu sous le nom de Centre de voile de Pirita (en estonien : Pirita Purjespordikeskus), est un complexe portuaire et sportif construit à l'embouchure de la rivière Pirita à Tallinn en Estonie,.

## Présentation
Le complexe sportif a été conçu par les architectes Henno Sepmann , Peep Jänes , Ants Raid et Avo-Himm Looveer pour une superficie de 193 000 m2 pour les jeux olympiques d'été de 1980. 
Il comprenait 18 bâtiments: un port maritime avec 470 navires, un yacht club, des cales, des ateliers, un centre de presse et un village olympique en forme de navire avec 632 lits. 
Des tribunes pour 5 000 spectateurs étaient montées sur la rive opposée de la rivière.
En raison de sa taille, TOP était une ville sportive rare dans le contexte de l'architecture estonienne du XXe siècle. 
Le bâtiment principal est représentatif de l'architecture moderniste tardive des années 1970.

## Galerie

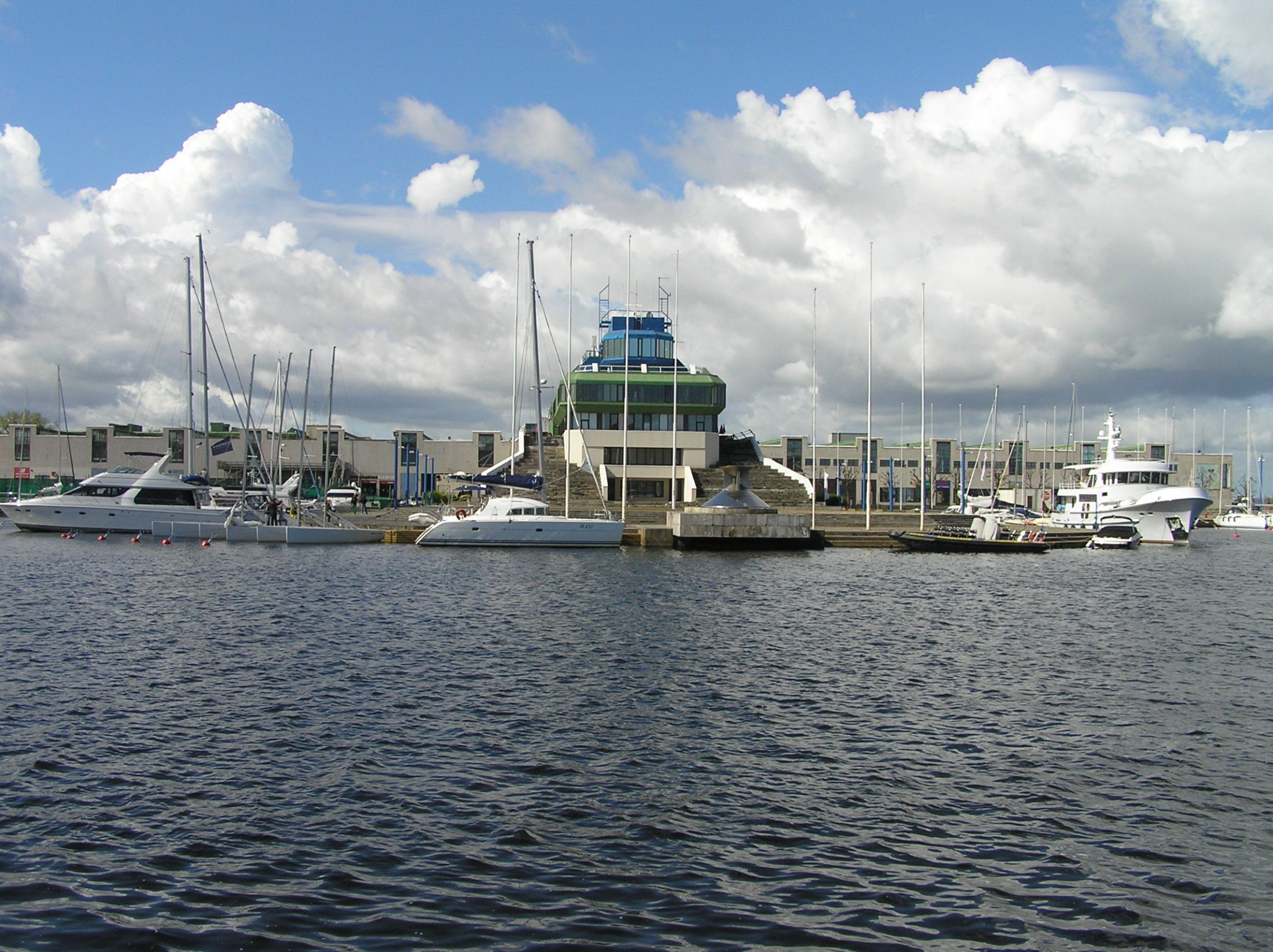
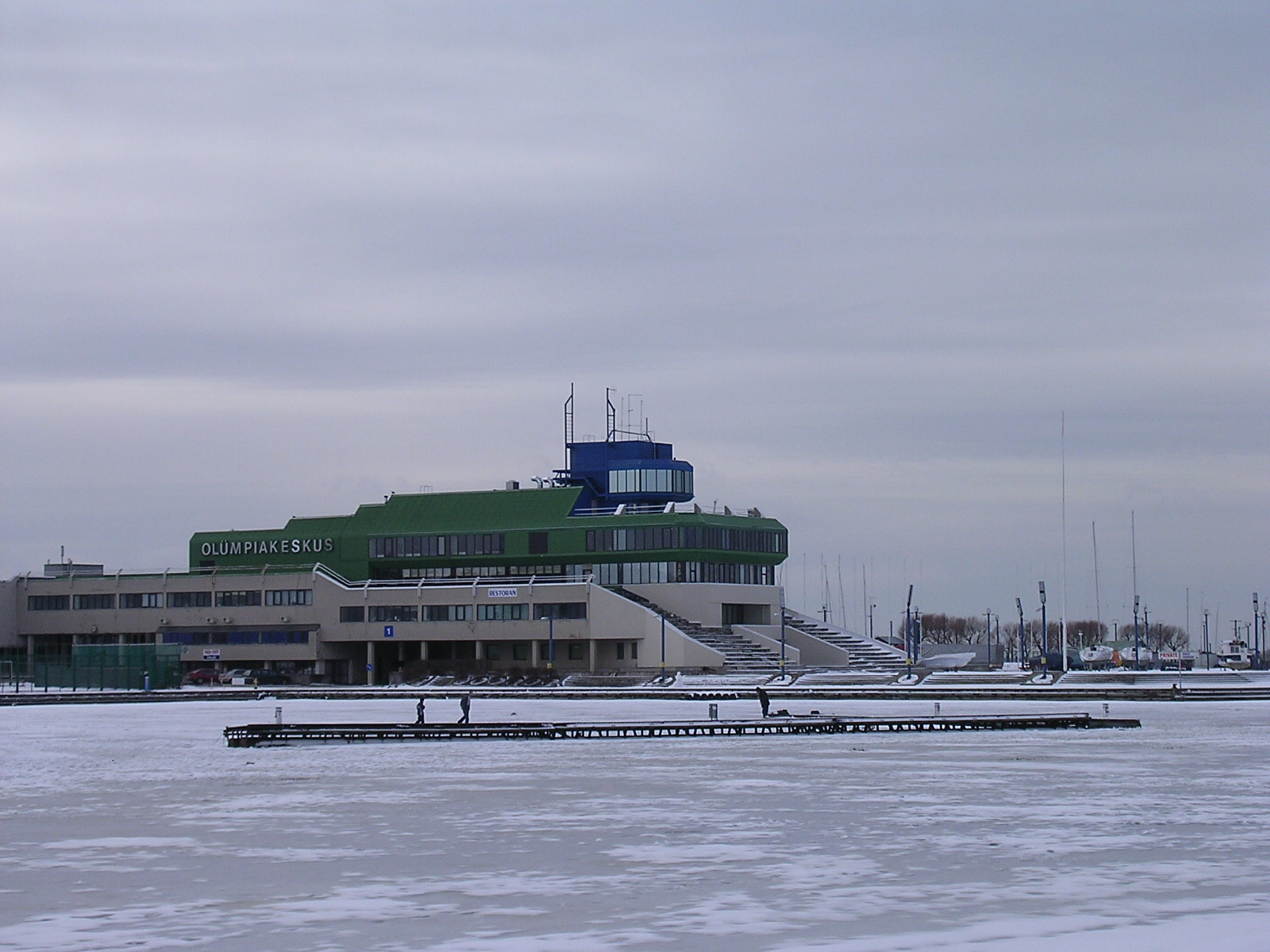
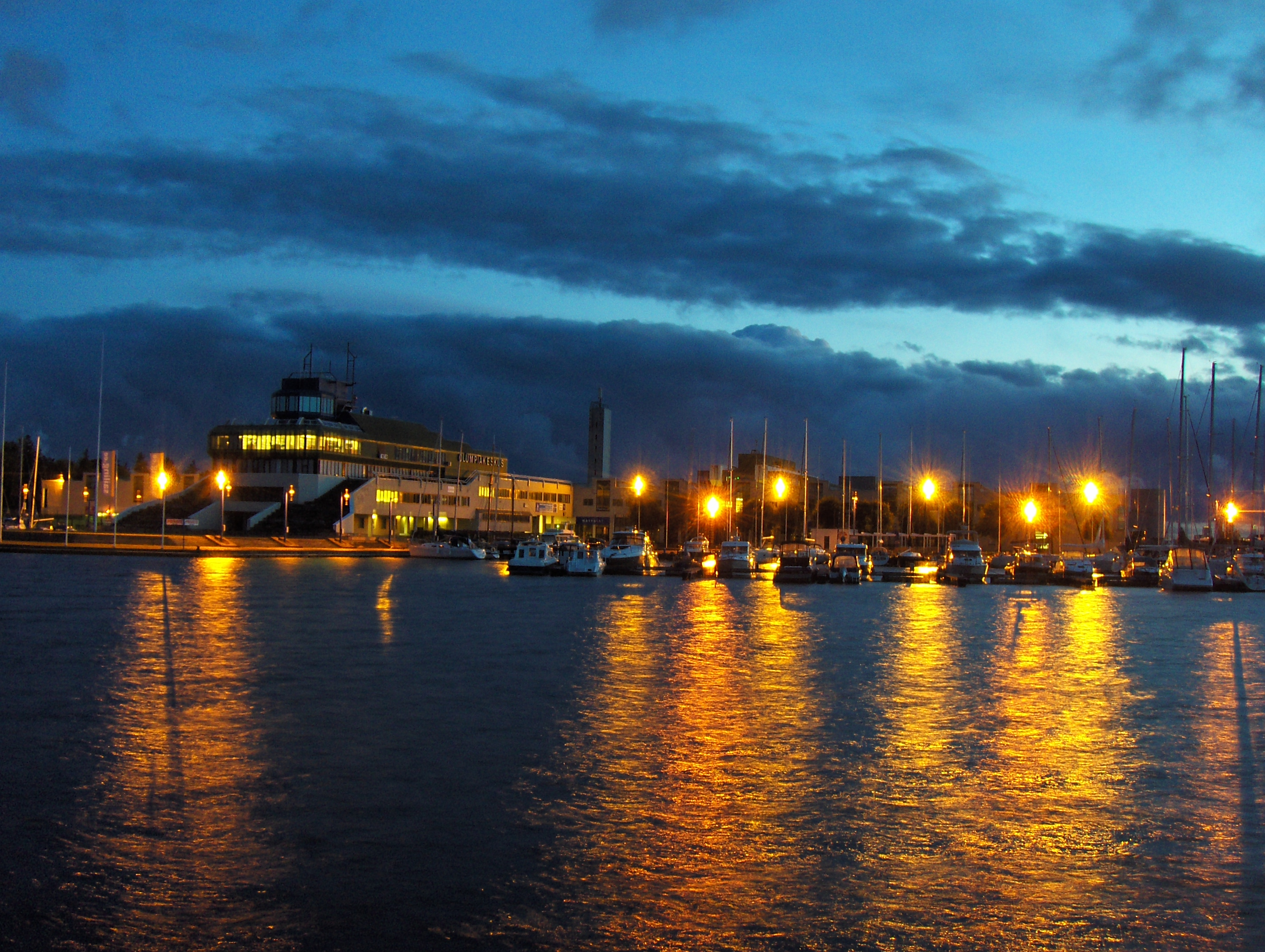
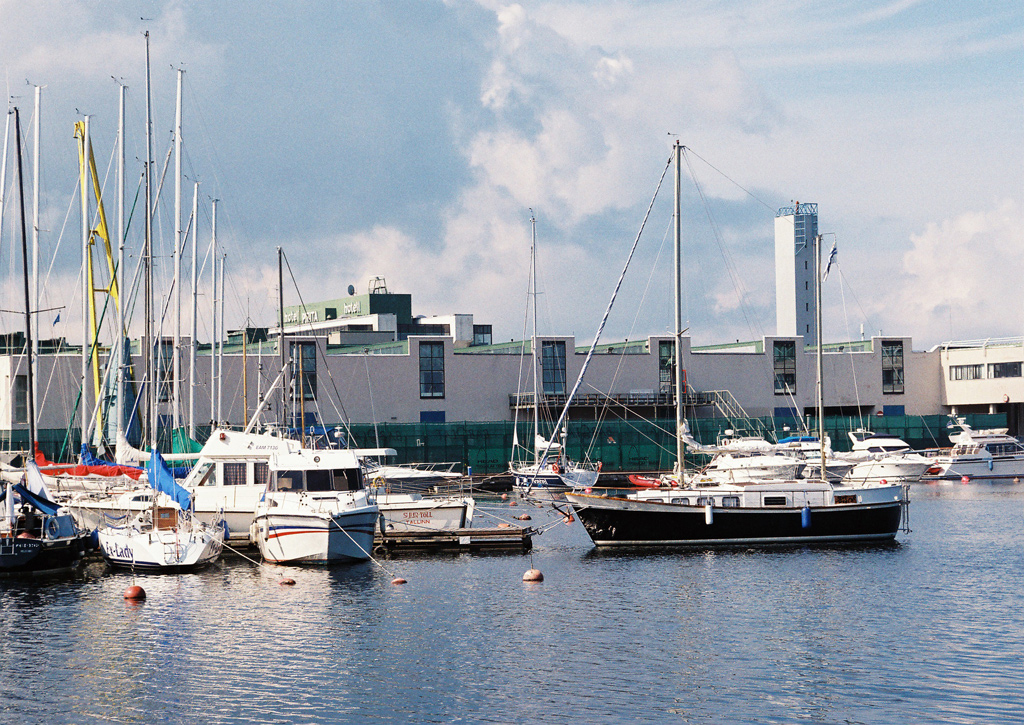